# BIT
BIT (Blind in Theatre) je jedini svjetski kazališni festival za slijepe i slabovidne osobe, a pokrenuo ga je studio za slijepe i slabovidne osobe Novi Život. Prvo izdanje je održano u listopadu 1999. godine i od tada se redovno održava svake druge godine sa sve više nastupa kazališnih udruga i družina slijepih i slabovidnih osoba sa svih strana svijeta. Vremenom se u festival ravnopravno uključuju i druge umjetničke grane kojima se bave slijepe i slabovidne osobe (film, performans...).

## Vanjske poveznice
- Službena stranica